# Baltasar Montaner Fernández
Baltasar Montaner Fernández   (Barcelona, 24 de desembre de 1895 - Barcelona, 8 de novembre de 1957) va ser un enginyer militar català.

## Biografia
Fill de militar mallorquí de nom similar, mort el 1937. El setembre del 1910 va ingressar a l'Acadèmia d'Enginyers de Guadalajara, on es va graduar com a tinent primer d'enginyers (1916). El 1918 fou destinat a la companyia de sapadors de Mallorca i a l'any següent ascendí a capità. L'octubre de 1919 va casar amb Maria Gual Caro, filla del Comte d'Aiamans, i va tenir tres fills: Baltasar (arquitecte tècnic de professió), Maria i Conchita.
El 1921 es trasllada a l'antic Marroc espanyol i participa activament en la Guerra del Rif. El 1927 retorna a les Illes Balears: va ser destinat a Maó i el 1933, recent ascendit a comandant, a Palma. El Cop d'Estat del 18 de juliol el sorprèn a Mallorca, on romangué destinat. Després d'una breu estada a Castelló (1938-1940) retornà a Palma, on fou ascendit a tinent coronel (1941) i a coronel (1947); aquest mateix any va ser designat per a la Prefectura de la Comandància de Fortificacions i Obres de Balears. Finalment ascendeix a General de Brigada el 1955, poc abans de la seva mort.

## Obres
Atesa la seva singladura, encarada totalment al món militar, l'activitat com a enginyer es va limitar a aquest àmbit i adquireix rellevància en la seva etapa a les Balears, quan assoleix alta graduació militar. Durant la seva estada a Menorca (1927-1933) va deixar obres en instal·lacions militars de Maó, Biniancolla i Favàritx. A partir del 1933, ja a Mallorca, la carretera de Llucalcari i la que és considerada la seva obra més destacada: el Quarter General Palacios, a les Avingudes de Palma, construït entre 1937 i 1945.
Al llarg de la seva vida va rebre diverses condecoracions, com la Creu al Mèrit Militar i la Creu i Placa de l'Orde de Sant Hermenegild.